# Tymowa (Czchów)
Tymowa (früher auch Wola Tymowa) ist eine Ortschaft mit einem Schulzenamt der Gemeinde Czchów im Powiat Brzeski der Woiwodschaft Kleinpolen in Polen.

## Geographie
Der Ort liegt im Nordwesten der Gemeinde Czchów am Bach Tymówka. Die Nachbarorte sind die Stadt Czchów im Südosten, Iwkowa im Süden, Lipnica Dolna im Westen, Gosprzydowa im Nordwesten, Lewniowa im Nordosten, sowie Tworkowa im Osten.

## Geschichte
Im Liber beneficiorum dioecesis Cracoviensis aus dem Jahr 1440 erwähnt Jan Długosz die drei Dörfer Gnojnik, Gothprzidowa und Tymowa, die angeblich bereits im Jahr 1215 von Wincenty Kadłubek zur Bezahlung des Zehnts verpflichtet wurden. Die erste sichere Erwähnung als Item Iohannes, plebanus ecclesie de Libertate Timonis stammt aus dem Peterspfennigregister des Bistums Krakau im Jahr 1325/1326. Im Jahr 1401 tauchte der Name des Schulzes Jacussie scolteto de Thymowa auf. Die Ergänzung Wola (lateinisch libertas) deutete auf eine steuerfreie Neugründung und wurde oft in Ortsnamen nach dem Ablauf der Steuerbefreiung nicht weiter verwendet, aber Długosz benutzte sie noch in der Beschreibung des Bistums Krakau aus den Jahren 1470 bis 1480: Volya Timonis alias Thymowa. Villa habens parochialem ecclesiam. Der besitzanzeigende Name ist vom Personennamen Tym abgeleitet (siehe auch der Vorname Timon).
Politisch und administrativ gehörte das Dorf zum Königreich Polen (ab 1569 Adelsrepublik Polen-Litauen), Woiwodschaft Krakau, Kreis Sącz.

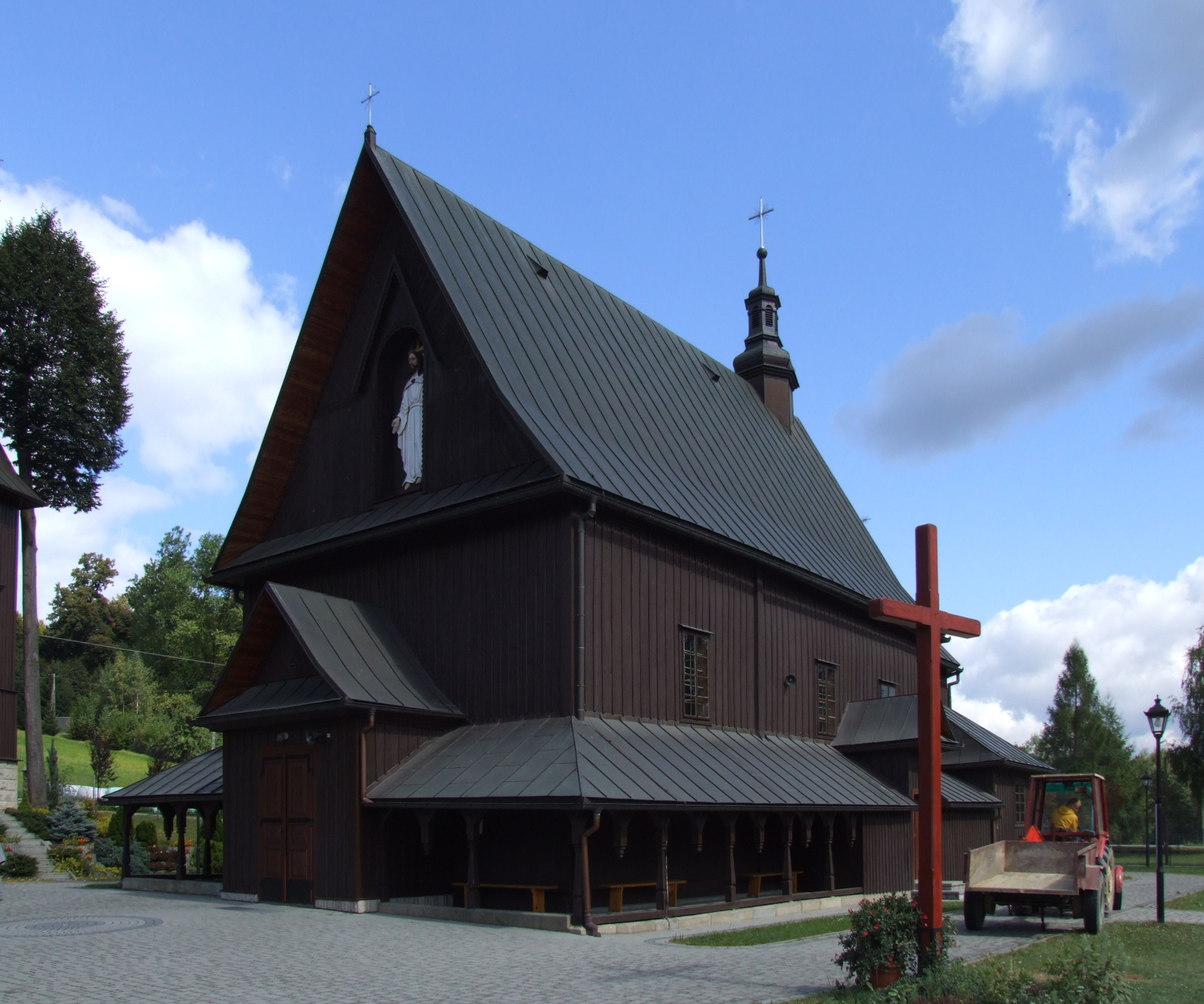
Holzkirche

Bei der Ersten Teilung Polens kam Tymowa 1772 zum neuen Königreich Galizien und Lodomerien des habsburgischen Kaiserreichs (ab 1804). Nach der Aufhebung der Patrimonialherrschaften bildete es eine Gemeinde im Bezirk Brzesko.
1918, nach dem Ende des Ersten Weltkriegs und dem Zusammenbruch der k.u.k. Monarchie, kam Tymowa zu Polen. Unterbrochen wurde dies nur durch die Besetzung Polens durch die Wehrmacht im Zweiten Weltkrieg.
Von 1975 bis 1998 gehörte Tymowa zur Woiwodschaft Tarnów.

## Sehenswürdigkeiten
- Holzkirche, gebaut 1764[1]

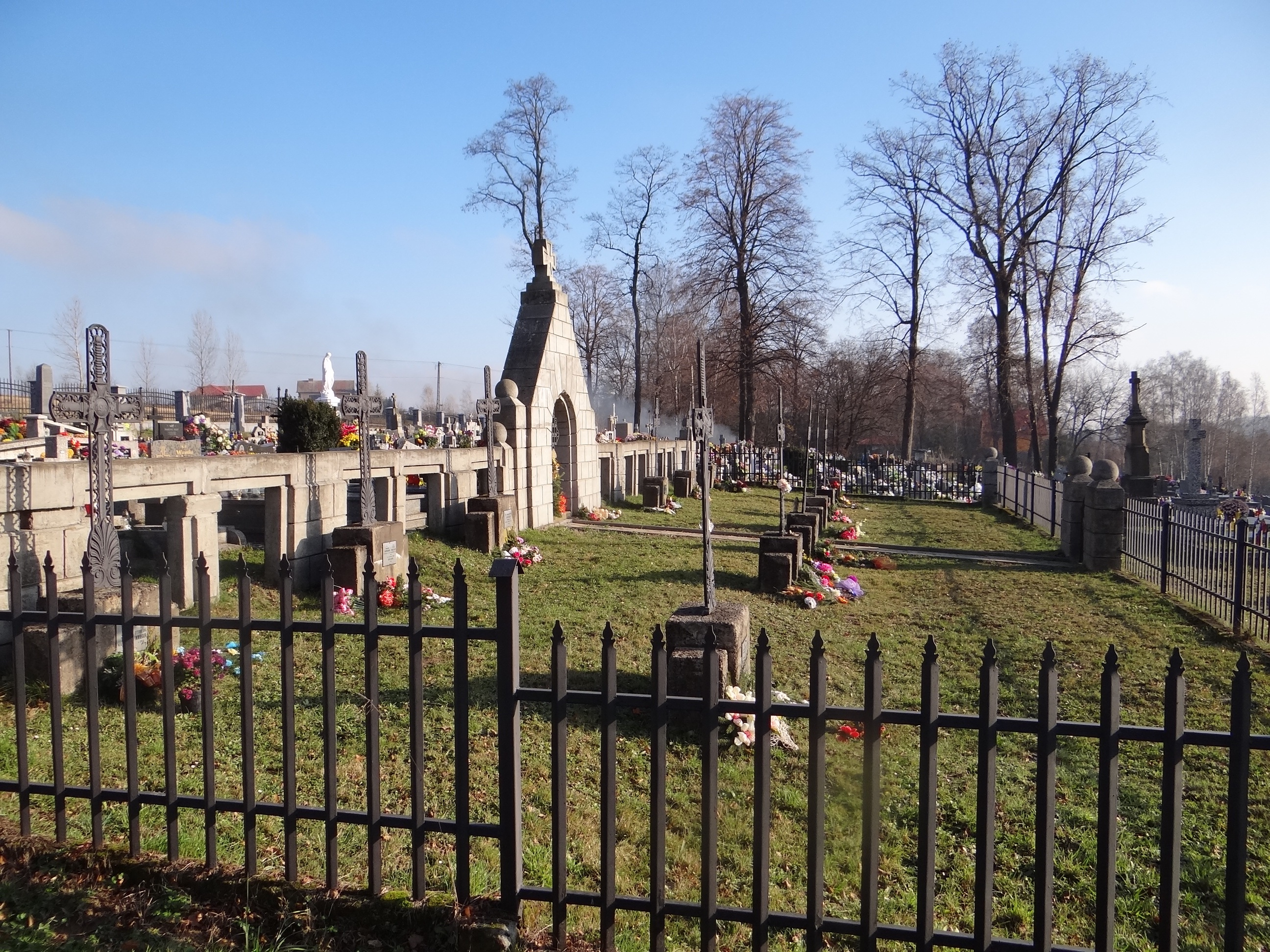
Soldatenfriedhof

- Soldatenfriedhof vom Ersten Weltkrieg (#298);